# گایانه ماماجانیان
گایانه آشوتی ماماجانیان (ارمنی: Գայանե Աշոտի Մամաջանյան؛ انگلیسی: Gayane Mamajanyan؛ ۵ ژوئن ۱۹۴۳) نقاش اهل ارمنستان است. وی از سال میلادی تاکنون مشغول فعالیت بوده است.

## زندگی‌نامه
وی در ۵ ژوئن ۱۹۴۳ در ایروان به دنیا آمد و از انستیتو دولتی هنری و نمایشی ایروان و کالج دولتی هنرهای زیبای پانوس ترلمزیان فارغ‌التحصیل گشت. وی دختر آشوت ماماجانیان و همسر میناس آوتیسیان می‌باشد. نارک آوتیسیان پسر وی می‌باشد. وی عضو اتحادیه نقاشان ارمنستان می‌باشد.